# Шаркьой (околия)
Околия Шаркьой (на турски: Şarköy ilçesi) е околия, разположена във вилает Родосто, Турция. Общата ѝ площ е 513,7 км2. Според оценки на Статистическия институт на Турция през 2022 г. населението на околията е 33 466 души. Административен център е град Шаркьой.

## Населени места
Околията се състои от 32 населени места – 1 град и 31 села.
Град
- Шаркьой

Села
- Ашагъкаламъш (Aşağıkalamış)
- Бейоглу (Beyoğlu)
- Булгур (Bulgur)
- Газикьой (Gaziköy)
- Гьолджук (Gölcük)
- Гюзелкьой (Güzelköy)
- Джамикебир (Camikebir)
- Джумхуриет (Cumhuriyet)
- Ериклидже (Eriklice)
- Игдебагларъ (İğdebağları)
- Истиклал (İstiklal)
- Исхаклъ (İshaklı)
- Йеникьой (Yeniköy)
- Йогюч (Yörgüç)
- Киразлъ (Kirazlı)
- Коджаали (Kocaali)
- Къзълджатерзи (Kızılcaterzi)
- Мурсалъ (Mursallı)
- Мюрефте (Mürefte)
- Паламут (Palamut)
- Софукьой (Sofuköy)
- Тепекьой (Tepeköy)
- Уламан (Ulaman)
- Учмакдере (Uçmakdere)
- Хошкьой (Hoşköy)
- Ченгели (Çengelli)
- Чънарлъ (Çınarlı)
- Шенкьой (Şenköy)
- Юкаръкаламъш (Yukarıkalamış)
- Яяагач (Yayaağaç)
- Яякьой (Yayaköy)